# Auschwitz II – Birkenau

Plan obozu w sierpniu 1944

Auschwitz II – Birkenau (pol. Oświęcim II – Brzezinka) – największy niemiecki obóz zagłady, działający regularnie od marca 1942 do października 1944, w ramach „ostatecznego rozwiązania” kwestii żydowskiej. Organizacyjnie i terytorialnie wchodził w skład obozu koncentracyjnego Auschwitz.
W obozie tym zginęło około 1 mln ludzi, w zdecydowanej większości (ponad 90%) byli to Żydzi. Ponadto w obozie tym zginęła znaczna część z około 70 000 Polaków zmarłych i zabitych w kompleksie obozów Auschwitz, około 20 000 Cyganów, jak też jeńcy radzieccy i więźniowie innych narodowości.
Drugi obóz zespołu KL Auschwitz stał się szybko przede wszystkim miejscem masowej eksterminacji, największym niemieckim obozem zagłady. To tutaj zginęła przeważająca liczba ofiar KL Auschwitz – ponad milion osób. Tu były specjalnie zaprojektowane i wzniesione zespoły komór gazowych z krematoriami (najpierw prowizoryczne, w adaptowanych domkach chłopskich, zachowanych na jego terenie, a następnie specjalnie dla tego celu wybudowane).
Komendantami byli tam w czasie autonomii obozu (listopad 1943 – listopad 1944):
- SS-Sturmbannführer Friedrich Hartjenstein – od listopada 1943 do 8 maja 1944
- SS-Hauptsturmführer Josef Kramer – od 8 maja 1944 do 25 listopada 1944

Budowę obozu rozpoczęto w październiku 1941 siłami więźniów i jeńców radzieckich, osadzonych w Auschwitz, realizując rozkaz Himmlera z czasu jego pierwszej wizytacji obozu Auschwitz w marcu tego roku. W dokumentach niemieckich Auschwitz II nosił aż do wiosny 1944 nazwę obozu jenieckiego (Kriegsgefangenenlager) i choć funkcji tej nigdy nie pełnił, to plany zakładały wystawienie w nim 174 baraków murowanych dla pomieszczenia 100 000 jeńców radzieckich.
Obóz zajmował obszar prostokąta o powierzchni ok. 140 ha, ogrodzonego z zewnątrz drutem kolczastym pod napięciem; tak samo ogrodzone były wewnętrzne sektory (odcinki), na które podzielono obóz. Na tym terenie do końca 1944 powstało około 300 różnych budynków – baraków, latryn, wartowni, komór gazowych itp. – tworzyły one kilka większych części:
- obóz kobiecy (sektory BIa i b) – sektor BIa został oddany do użytku jako pierwsza część obozu w czerwcu 1942, umieszczono tu ok. 1000 jeńców radzieckich przeniesionych z Auschwitz, potem była to część męska, a ostatecznie kobieca; sektor BIb utworzono w sierpniu 1942;
- rejestracja i kwarantanna męska (BIIa) – oddany do użytku w sierpniu 1943;
- obóz rodzinny (BIIb) dla Żydów z Theresienstadt (Familienlager Theresienstadt) – oddany do użytku we wrześniu 1943;
- obóz męski (BIIc i d) – odcinek BIId był gotowy w lipcu 1942;
- obóz cygański (BIIe) – pierwsza część sektora BII powstała w lutym 1943, przeznaczona dla rodzin romskich (Zigeunerlager) i zlikwidowana w sierpniu 1944;
- odcinek szpitalny (BIIf) – oddany do użytku w lipcu 1943;
- Kanada (BIIg) – odcinek oddany do użytku w grudniu 1943 stanowiły baraki obok krematorium IV, służące do gromadzenia zrabowanych ofiarom rzeczy, za Kanadą znajdowała się tzw. nowa sauna, gdzie przyjmowano do obozu więźniów z nowych transportów;
- Meksyk (BIII) – obszar rozbudowy obozu poza pierwotny teren, utworzony w czerwcu 1944 – bez wody, światła, kanalizacji ani żadnego wyposażenia, w czasie przyjmowania transportów z Węgier umieszczano tu Żydówki, których nie zdążono poddać selekcjom;
- Czerwony Domek (Bunkier I) i Biały Domek (bunkier II) – prowizoryczne komory gazowe w zaadaptowanych domach wysiedlonych mieszkańców Brzezinki;
- krematoria II, III, IV i V (zespół komór gazowych i pieców do spalania zwłok);
- zespoły oczyszczalni ścieków, budynki SS, olbrzymie hangary do przechowywania ziemniaków i wiele innych zabudowań pomocniczych.

Latem 1941 Himmler wskazał Auschwitz jako miejsce „ostatecznego rozwiązania kwestii żydowskiej” Endlösung. Wykonywanie tego zbrodniczego planu rozpoczęło się w tym obozie na wiosnę 1942. Masowa akcja uśmiercania gazem rozpoczęła się najpierw w pierwszej komorze gazowej w obozie macierzystym. Potem, ze względu na łatwość odizolowania, akcję zagłady przeniesiono do dwóch prowizorycznych komór gazowych, które umieszczono w przebudowanych chałupach wiejskich (czerwony domek – od marca, biały domek – od września; nazwy pochodziły od koloru cegieł i tynku). Ciała najpierw grzebano, później palono w specjalnych dołach spaleniskowych.
Po drugiej wizytacji obozów przez Himmlera w połowie lipca 1942 i ocenieniu wydajności tych prowizorycznych komór jako niewystarczającej, opracowano plan stworzenia urządzeń unicestwienia na skalę dotychczas niespotykaną. Latem 1942 niemiecka firma Hoch und Tiefbau AG z katowickiego oddziału firmy rozpoczęła budowę czterech potężnych zespołów krematoriów (II, III, IV i V). Krematoria II i III miały podziemne rozbieralnie i komory gazowe. Krematoria IV i V były w całości budynkami naziemnymi. Piece krematoryjne wykonała firma Topf & Söhne z Erfurtu. Obiekty te oddano do użytku między marcem a czerwcem 1943. Ginący tam ludzie umierali śmiercią bolesną, w poniżeniu, spotęgowanym widokiem umierających bliskich.
Skazani na zagładę Żydzi byli dowożeni transportami kolejowymi, w wagonach towarowych, zazwyczaj w złych warunkach. Niektóre transporty przywożone z Europy Zachodniej przyjeżdżały do obozu w normalnych wagonach pasażerskich. Do połowy 1944 końcowym przystankiem transportów była tak zwana Judenrampe, umiejscowiona wzdłuż głównej linii kolejowej pomiędzy Auschwitz I a II. W 1944 tory doprowadzono do obozu, aby przyspieszyć akcję zagłady, spodziewano się bowiem ogromnych transportów Żydów z Węgier. Wiele transportów było kierowanych w całości do komór gazowych, w zależności od potrzeb stosowano tzw. selekcję i wydzielano więźniów do pracy przymusowej lub do zbrodniczych eksperymentów medycznych (m.in. na dzieciach bliźniętach i osobach karłowatych), co na jakiś czas pozwalało im zachować życie. Natomiast pozostali – starcy, chorzy oraz dzieci – byli uśmiercani gazem bez wyjątku.
Selekcji podlegali tylko więźniowie żydowscy. Więźniowie nie-Żydzi byli włączani do stanu liczbowego obozu. Wszyscy – wyselekcjonowani oraz kierowani do komór gazowych – byli pozbawiani rzeczy osobistych, przekazywanych do specjalnego sektora zwanego Kanadą. Tam były one segregowane i przechodziły na własność III Rzeszy. Potem specjalnymi transportami wywożono je do Niemiec, gdzie były przekazywane armii, rodzinom ofiar bombardowań, pomocy społecznej itp.
Wyselekcjonowani więźniowie byli odprowadzani do obozu, gdzie trafiali do ewidencji w budynku sauny. Sauna i kwarantanna były według relacji ocalałych miejscami kluczowymi w procesie łamania ludzi. Oderwani od rodzin, małżonków, dzieci, poniżani obnażaniem, pełnym strzyżeniem i tatuowaniem, byli w końcu umieszczani w barakach obozowych i ćwiczeni w uległości przez SS, kapo i blokowych. Po zakończeniu kwarantanny pracowali przymusowo na miejscu lub byli przenoszeni do podobozów. W Saunie nowo przybyły więzień otrzymywał numer obozowy, który od tej pory zastępował jego nazwisko. Auschwitz-Birkenau był jedynym obozem hitlerowskim, który wprowadził tatuowanie numerów obozowych.

Skazani na unicestwienie przeżywali ostatnie momenty życia, opisywane później przez Rudolfa Hößa tak: 

Żydów przeznaczonych na zagładę prowadzono możliwie spokojnie do krematoriów – osobno mężczyzn, osobno kobiety. W rozbieralni więźniowie zatrudnieni w Sonderkommando mówili Żydom w ich języku ojczystym, że przyszli oni tylko do kąpieli i odwszenia (…). Po rozebraniu się Żydzi szli do komory gazowej, zaopatrzonej w natryski i rury wodociągowe, co sprawiało całkowite wrażenie łaźni. Najpierw wchodziły kobiety z dziećmi, później mężczyźni. (…) Potem drzwi szybko zaśrubowywano, a czekający już dezynfektorzy natychmiast wrzucali przez otwory w suficie cyklon, który specjalnymi przewodami opadał aż do podłogi. To powodowało natychmiastowe rozchodzenie się gazu. Przez wziernik w drzwiach można było widzieć, jak osoby stojące najbliżej przewodów wrzutowych natychmiast padały martwe. Blisko jedna trzecia ofiar umierała od razu. Inni zaczynali się tłoczyć, krzyczeć i chwytać powietrze. Wkrótce krzyk obracał się w rzężenie, a po paru minutach wszyscy leżeli. Najdłużej po upływie 20 minut nikt się nie poruszał. (…) Krzyczący, starsi, chorzy, słabi i dzieci padali prędzej niż zdrowi i młodzi. Pół godziny po wrzuceniu gazu otwierano drzwi i włączano wentylację. Natychmiast przystępowano do wyciągania zwłok. (…) Następnie zwłoki przewożono specjalnymi windami na poziom krematorium. Tam więźniowie Sonderkommando wyjmowali zwłokom złote zęby, kobietom obcinano włosy, a otwory ciał przeszukiwano w celu znalezienia ukrytych kosztowności. Potem zwłoki spalano w rozpalonych piecach.

 Należy dodać, że bywały przypadki, gdy krematoria były tak obciążone, że zwłoki palono w otwartych dołach. W czasie akcji węgierskiej dołów używano nieustannie – wówczas nowych więźniów dostarczanych wagonami uderzał przede wszystkim intensywny zapach palonych ciał.
Ostatni raz użyto komory gazowej i krematorium 28 listopada 1944, już w trakcie likwidacji obozu.